# Crveni koral
Crveni koral (lat. Corallium) je zajedničko ime za vrstu Coralium rubrum i srodne vrste korala. Vrlo važna karakteristika crvenog korala je čvrsti, ružičasto ili crveno obojen kostur, koji se koristi za pravljenje nakita.

## Opis
Kolonije ovog korala uglavnom su busenasto ili lepezasto razgranate, većinom dosežu 10 do 30 centimetara. Polipi su visoki 1 cm i imaju 8 lovki, bele su boje. Kostur je načinjen od kalcijum-karbonata. Obojen je različitim nijansama crvene zahvaljujući karotenoidu zvanom kantaksantin.

## Staništa
Crveni koral raste na stenovitom morskom dnu, obično u tamnoj okolini, pa čak i u pukotinama i kavernama. Ne pojavljuje se u područjima gde je prisutna sedimentacija. Tipična vrsta, C. rubrum (Gorgonia nobilis), uglavnom živi u Sredozemnom moru, a ima je i u Jonskom i Jadranskom moru. Raste na dubini između 10 i 300 metara ispod nivoa mora. Ređe se nalazi u plićim staništima zbog prekomerne eksploatacije.

## Vrste
Vrste roda su:
1. Corallium abyssale Bayer, 1956
2. Corallium borneanse Bayer
3. Corallium boshuense Kishinouye, 1903
4. Corallium carusrubrum Tu, Dai & Jeng, 2012
5. Corallium ducale Bayer
6. Corallium elatius Ridley, 1882
7. Corallium gotoense Nonaka, Muzik & Iwasaki, 2012
8. Corallium halmaheirense Hickson, 1907
9. Corallium imperiale Bayer
10. Corallium johnsoni Gray, 1860
11. Corallium kishinouyei Bayer, 1996
12. Corallium konojoi Kishinouye, 1903
13. Corallium laauense Bayer, 1956
14. Corallium maderense (Johnson, 1899)
15. Corallium medea Bayer, 1964
16. Corallium niobe Bayer, 1964
17. Corallium niveum Bayer, 1956
18. Corallium occultum Tzu-Hsuan Tu, Alvaro Altuna & Ming-Shiou Jeng, 2015
19. Corallium porcellanum Pasternak, 1981
20. Corallium pusillum Kishinouye, 1903
21. Corallium regale Bayer, 1956
22. Corallium reginae Hickson, 1907
23. Corallium rubrum (Linnaeus, 1758)
24. Corallium secundum Dana, 1846
25. Corallium sulcatum Kishinouye, 1903
26. Corallium taiwanicum Tu, Dai & Jeng, 2012
27. Corallium tricolor (Johnson, 1899)
28. Corallium uchidai Nonaka, Muzik & Iwasaki, 2012
29. Corallium vanderbilti Boone, 1933
30. Corallium variabile (Thomson & Henderson, 1906)